# Whittingslow
Whittingslow – osada w Anglii, w hrabstwie Shropshire. Leży 25 km na południe od miasta Shrewsbury i 216 km na północny zachód od Londynu.